# Vilappil
Vilappil es una ciudad censal situada en el distrito de Thiruvananthapuram en el estado de Kerala (India). Su población es de 36212 habitantes (2011). Se encuentra a 11 km de Thiruvananthapuram y a 74 km de Kollam.

## Demografía
Según el censo de 2011 la población de Alamcode era de 36212 habitantes, de los cuales 17595 eran hombres y 18617 eran mujeres. Alamcode tiene una tasa media de alfabetización del 92,82%, inferior a la media estatal del 94%: la alfabetización masculina es del 95,15%, y la alfabetización femenina del 90,65%.